# George Van Cleaf
George W. Van Cleaf (Northfield, Nova York, 8 d'octubre de 1879 – Nova York, 6 de gener de 1905) va ser un nedador i waterpolista estatunidenc que va competir a principis del segle xx.
El 1904 va prendre part en els Jocs Olímpics de Saint Louis, on va guanyar la medalla d'or en la prova de waterpolo formant part de l'equip New York Athletic Club. En la prova del relleu 4x50 iardes lliures del programa de natació fou quart.
Com d'altres waterpolistes, morí poc després dels Jocs per culpa d'una febre tifoide.